# José Gregorio Martínez
José Gregorio Martínez Tachón (Caracas, 10 de abril de 1978) es un actor, director, productor y dramaturgo venezolano.  Ganador del premio AVENCRIT (2013), y el Premio Marco Antonio Ettedgui (2014).

## Infancia y Adolescencia
Nace el 10 de abril de 1978  en Caracas, Venezuela. Creció en la Parroquia El Paraíso, estudió su primaria y bachillerato en la Escuela Manuel Antonio Carreño. 

## Estudios
Inicia su formación teatral en su adolescencia, en el seno de la agrupación caraqueña Teatro San Martín de Caracas (TSMC). En 1993, tras asistir a una función de la obra Nunca dije que era una niña buena de Gustavo Ott en el Teatro San Martín de Caracas, decide inscribirse en los talleres de teatro para niños y adolescentes que impartían miembros de la agrupación. Participó en el taller de niños dictado por Héctor Castro y en el taller de adolescentes dictado por Pepe Domínguez, Romano Rodríguez y María Brito.
En 1995, a los 17 años de edad, ingresa a la Escuela Nacional de Artes Escénicas Cesar Rengifo de la cual egresa en 1999 en la mención Actuación.
A lo largo de su trayectoria artística, ha realizado talleres de dramaturgia con Gustavo Ott y Néstor Caballero

## Trayectoria Artística
Teatro
 En el año 1994 debuta en el Teatro San Martín de Caracas con la obra Una historia en navidad  dirigida por María Brito.  En 1995  Gustavo Ott realiza un casting para los participantes del taller de adolescentes en el cual Martínez es seleccionado para interpretar a “Porky” en la obra Corazón pornográfico que gritas venganza. Con esta obra, José Gregorio Martínez se incorpora al elenco estable del grupo.
La actuación de José Gregorio Martínez en las obras Fotomatón, El hombre más aburrido del mundo y 80 dientes, 4 metros, 200 kilos, le han válido reconocimientos de la crítica y el público de su país. 
El trabajo de Martínez en la obra Fotomatón de Gustavo Ott es uno de sus trabajos más destacados.  Esta obra es considerada como un alegato contra los prejuicios y el desprecio a través de una comedia. Inicialmente fue estrenada en 1999 en la sala del Teatro San Martín de Caracas con la actuación de Fernando Then. En el año 2004 se remontó en la sala Rajatabla con la actuación de Martínez, quien interpreta  a siete personajes. En 2013 además de actuar, el joven actor codirige la pieza con Ott. Martínez continúa haciendo esta obra que es parte del repertorio del TSMC.
En 2008 se estrena en el Teatro San Martín de Caracas la obra 80 dientes, 4 metros, 200 kilos, de Gustavo Ott ganadora del premio Internacional Tirso de Molina (1998)con  el cual el TSMC celebra sus 16 años de labores. Es una obra retrata el mundo del béisbol como un reflejo de las obsesiones. En esta Pieza Martínez interpreta al personaje de "Ángel", el personaje protagónico,   junto con David Villegas, Leonardo Gibbs, Rubén León y  Carolina Torres.
Para el vigésimo aniversario de la agrupación,en 2013 se llevó a escena El hombre más aburrido del mundo de Gustavo Ott bajo la dirección de Luis Domingo González.   Con esta obra Martínez gana el Premio AVENCRIT (2013) como mejor actor.   
Ha trabajado con directores como Gustavo Ott, Costa Palamides, Rubén León, Matilda Corral, Luis Domingo González, Franklin Tovar, Dairo Piñeres, Mario Sudano, Daniela Alvarado, Javier Vidal.
Ha participado en diversos festivales internacionales de teatro con las agrupaciones el Teatro San Martín de Caracas y Teatrela en países como Chile, México, República Dominicana, Hungría, Colombia, Cuba y Venezuela.  
En 2020 crea el proyecto Actores Oline Venezuela, surgido a raíz pandemia por COVID-19 y que consiste en la presentación de espectáculos teatrales a través de una plataforma virtual.
Actor
| Año  | Obra                                     | Director               | Autor              |
| 1995 | Corazón Pornográfico que gritas venganza | Gustavo Ott            | Gustavo Ott        |
| 2002 | Miss                                     | Gustavo Ott            | Gustavo Ott        |
| 2004 | A barrio vivo                            | Franklin Tovar         | Franklin Tovar     |
| 2004 | Fotomatón                                | Gustavo Ott            | Gustavo Ott        |
| 2006 | El pretendiente                          | Rubén León             | Rubén León         |
| 2008 | Penitentes                               | Costa Palamides        | Elio Palencia      |
| 2008 | 80 Dientes, 4 Metros y 200 Kilos         | Luis Domingo González  | Gustavo Ott        |
| 2012 | Tres noches para cinco perros            | Luis Domingo González  | Gustavo Ott        |
| 2013 | El hombre más aburrido del mundo         | Luis Domingo González  | Gustavo Ott        |
| 2014 | Bolívar Coronado                         | Matilde Corral         | Lupe Gehrenbeck    |
| 2015 | Dime que si                              | Daniela Alvarado       | José Manuel Suárez |
| 2015 | Cuentos marditos                         | Mario Sudano           | Mario Sudano       |
| 2015 | Ni un pelo de tonta                      | Javier Vidal           | Sonia Chocrón      |
| 2016 | Joder                                    | José Gregorio Martínez | Gustavo Ott        |
| 2017 | Desnudos en el baño                      | Dairo Piñeres          | Mario Sudano       |
| 2017 | Nunca dije que era una niña buena        | José Martínez          | Gustavo Ott        |
| 2017 | ¿Quién será el millonario?               | Verónica Arellano      | Rubén León         |
| 2017 | Quedé loca por bocona                    | Yanosky Muñoz          | Yanosky Muñoz      |
| 2018 | Yo la monto hermana                      | Yanosky Muñoz          | Yanosky Muñoz      |
| 2018 | Alenjandro                               | José Martínez          | José Martínez      |
| 2018 | Cochinitos                               | José Martínez          | José Martínez      |
| 2019 | Que se lo lleve el río                   | José Martínez          | José Martínez      |
| 2019 | Chimuelo                                 | Juan Carlos Attale     | José Martínez      |
| 2019 | Salvaje                                  | Rubén León             | José Martínez      |
| 2020 | Home run                                 | José Martínez          | José Martínez      |
| 2020 | No me importa si duele                   | José Martínez          | José Martínez      |

Obras dramáticas
- Los hombres no deben llorar (2000)
- Amigos tres leches (2003)
- Juega conmigo (2018)
- Alan  (2018)
- Que se lo lleve el río (2019)
- Chimuelo (2019)
- Saladdin (2019)
- Salvaje (2019 )
- Papis de negro (2020)[9]
- Alejandro (2020)
- Home Run  (2020 )[9]
- No me importa si duele  (2020)[10]

Dirección escénica
- ¿Qué sueña el dragón? de  Mireya Tabúas  (2000)
- Altillo de almas de Mario Benedetti (2010)
- Fotomatón de Gustavo Ott codirección con Gustavo Ott(2013) (2013)
- Notará que llevó un arma de Gustavo Ott (2015)
- Fuera de regla de Jan Thomas Rujano (2016)
- Joder de Gustavo Ott (2016)
- Nunca dije que era una niña buena de Gustavo Ott (2017)
- Varios Benedetti. Poemas de  Mario Benedetti  (2018)
- Cochinitos de José Gregorio  Martínez (2018)
- Alejandro de José Gregorio  Martínez (2018)

Producción
- Nunca dije que era una niña Buena (2017)
- Alan (2018)
- Cochinitos (2018)
- Juega conmigo (2018)
- Salvaje (2019)
- Home Run (2020)
- No me importa si duele (2020)

## Premios y reconocimientos
- Premio Águila de San Martín (2002) como productor de la obra ¿Qué sueña el dragón?
- Premio AVENCRIT (2013), mejor actor por El hombre más Aburrido del mundo[2]
- Reconocimiento del Centro de Arte la Estancia (PDVSA) (2013) como actor.

- Premio Marco Antonio Ettedgui (2014) mención artista del año.

- Reconocimiento de  Instituto Pedagógico (IPC-UPEL) (2014), por su trayectoria como actor.
- Reconocimiento en el Primer Festival de Teatro de Cumaná (2015).
- Premio Microteatro (2016) como iluminador y director por la pieza Joder.
- Premio Microteatro (2016) del público por la obra  Amigo tres leches.
- Premio municipal  (2017)  como mejor escenógrafo por la obra Fuera de regla
- Premio Microteatro (2018) como dramaturgo por la obra Juega conmigo
- Premio Microteatro (2018) como dramaturgo obra No me importa si duele
- Premio Microteatro (2018) como dramaturgo por la obra Juega conmigo
- Premio honorífico Microteatro (2018) por la obra Alan
- Premio Microteatro (2019) como director y mejor obra Salvaje